# Inovativní ekonomika
Inovativní ekonomika je rostoucí směr v ekonomické teorii, který zdůrazňuje význam inovace a podnikavosti. Ve své knize z roku 1942 Kapitalismus, Socialismus a demokracie, ekonom Josef Schumpeter představuje ideu inovativní ekonomiky. Přestože Schumpetrovo dílo je z první poloviny dvacátého století, inovativní ekonomie se dostává do hlavního proudu ekonomie až v prvním desetiletí po roce 2000.

## Historie
Josef Schumpeter byl jeden z prvních a nejdůležitějších ekonomů, kteří se rozsáhle zabývali otázkou ekonomické inovace. Na rozdíl od svého současníka Johna Maynarda Keynese, Schumpeter tvrdil, že evoluce institucí, podnikatelé samotní a technologická změna, stojí v jádru ekonomického pokroku. Podle Schumpetera lze kapitalismus chápat jen jako evoluční proces neustálé inovace a kreativní destrukce.
V 21. století vzniká teorie ekonomického růstu zaměřená na inovaci, vycházející z idejí Josefa Schumpetera. Inovační ekonomie se pokouší nalézt odpověď na zásadní problém v růstu souhrnné produktivity faktorů. Pokračující nárůst výstupů již nemohl být vysvětlen pouze nárůstem vstupů používaných v procesech průmyslové (industriální) výroby. Inovační ekonomie se soustředila na teorii ekonomické kreativity, která měla mít dopady na teorii firmy. Inovační ekonomie kombinuje přístup heterodoxní ekonomie, která se vymezuje vůči tradičním ekonomickým konvencím, a ortodoxní ekonomie, která naopak těmto konvencím důvěřuje.
Teoretiky inovativní ekonomie jsou například Paul Romer, Elhanan Helpman, Bronwyn Hall, W. Brian Arthur, Robert Axtell, Richard R. Nelson, Richard Lipsey, Michael Porter, Keun Lee a Christopher Freeman.

## Teorie
Inovativní ekonomové se domnívají, že to, co primárně řídí ekonomický růst v dnešní znalostní ekonomice, není akumulace kapitálu, jak tvrdí neoklasická ekonomika, ale inovativní kapacita podporovaná přiměřenými znalostními a technologickými externalitami. Ekonomický růst v inovativní ekonomice je konečným produktem:
- znalostí
- politických režimů a politik umožňujících podnikání a inovace
- sdílením technologií a externalitami spolupracujících firem
- inovačních systémů, které vytvářejí inovativní prostředí (tj. klastry, aglomerace a metropolitní oblasti)

V roce 1970 ekonom Milton Friedman  v New York Times řekl, že jediným účelem podnikání je generovat zisky pro jejich akcionáře. A společnosti, které sledovaly jiné zájmy, by byly méně konkurenceschopné, což by vedlo k menším výhodám pro vlastníky, zaměstnance a společnost. Přesto údaje za posledních několik desetiletí ukazují, že zatímco na zisku záleží, dobré firmy dodávají mnohem více, zejména při uvádění inovací na trh. To podporuje ekonomický růst, růst zaměstnanosti a další přínosy pro celou společnost. Profesor obchodní školy David Ahlstrom tvrdí, že „hlavním cílem podnikání je vyvíjet nové a inovativní zboží a služby, které vytvářejí ekonomický růst, čímž přinášejí výhody společnosti“.
Na rozdíl od neoklasické ekonomiky nabízí inovační ekonomika odlišné pohledy na hlavní zaměření, důvody ekonomického růstu a předpoklady kontextu mezi hospodářskými subjekty:
| Ekonomické myšlení | Zaměření                                                            | Růst                                             | Kontext                               |
| ------------------ | ------------------------------------------------------------------- | ------------------------------------------------ | ------------------------------------- |
| Neoklasické        | Signály tržní ceny při využívání omezených zdrojů                   | Akumulace produktivního faktoru (kapitál, práce) | Chování jednotlivců a firem ve vakuu  |
| Inovativní         | Schopnost vytvářet efektivnější procesy, produkty a obchodní modely | Znalosti / technologie (VaV, patenty)            | Výzkumné instituce, vláda, společnost |

Přes rozdíly v ekonomickém myšlení jsou obě perspektivy založeny na stejném základním předpokladu, a to že základem veškerého ekonomického růstu je optimalizace využití faktoru a měřítkem úspěchu je to, jak dobře je využití faktoru optimalizováno. Bez ohledu na tyto faktory to však vede ke stejné situaci zvláštních dotací, měnícím se relativním cenám a výrobním procesům. Tudíž, zatímco se tyto dva proudy liší v teoretických pojmech, inovační ekonomika muže nalézt úrodnou pudu v hlavním proudu ekonomie, spíše než zůstat v diametrálním sporu.

## Validita
Empirické důkazy celosvětově poukazují na korelaci mezi technologickou inovaci a ekonomickými výsledky. Například úspěch biotechnických firem v Německu byl zapříčiněn zejména dotacemi na VaV pro společné projekty, kolaborací firem a jejich společnými cíli. Tyto faktory zvýšily kvalitu a počet patentů v biotechnickém průmyslu.
Inovativní kapacita vysvětluje růst HDP v Indii a Číně mezi lety 1981–2004, ale zejména v letech devadesátých. Rozvoj jejich národního inovačního systému díky velkým investicím do VaV, personálu, patentů, a export technologií a služeb posílil jejich inovativní kapacitu. Propojením vědeckého sektoru s obchodním sektorem, zavedením pobídek (incentiv) pro inovativní aktivitu a vyvážením importu technologií a vlastním VaV, obě země zažily rapidní ekonomický růst. Council on Foreign Relations (americká nevládní organizace) tvrdí, že od konce 70. let USA získala nepřiměřený podíl na světovém bohatství díky agresivnímu úsilí o technologické změny, což dokazuje, že technologické inovace jsou ústředním katalyzátorem stálé ekonomické výkonnosti. Důkazy jasně ukazují, že inovace přispívají ke stálému hospodářskému růstu a růstu příjmů na hlavu.
Některé empirické studie zkoumající propojení inovace a výkonu však vedou k poměrně smíšeným výsledkům a naznačují, že vztah je jemnější a složitější, než se běžně předpokládá. Zejména se zdá, že vztah mezi inovativností a výkonem se liší v intenzitě a významu v empirických kontextech, okolních podmínkách a koncepčních dimenzích.